# Andy de la Tour
Pour les articles homonymes, voir De la Tour.
Andy de la Tour est un acteur et scénariste britannique né en 1948, frère de Frances de la Tour.
Il est apparu dans des films tels que Plenty, Coup de foudre à Notting Hill et dans l'adaptation de Roman Polanski d'Oliver Twist.
Il est membre du comité de parrainage du Tribunal Russell sur la Palestine dont les travaux ont commencé le 4 mars 2009.

## Filmographie
- 1980 : Flickers (feuilleton TV) : Clive
- 1983 : Loose Connections : Journalist
- 1983 : Nelly's Version (TV) : Station porter
- 1983 : An Evening for Nicaragua (TV)
- 1985 : La Promise (The Bride) : Priest
- 1985 : Plenty : Randall
- 1987 : Clem (TV) : Clem
- 1987 : A Perfect Spy (feuilleton TV) : Muspole
- 1992 : Downtown Lagos (feuilleton TV)
- 1994 : Butter (TV)
- 1994 : The Wimbledon Poisoner (feuilleton TV) : Graham Beamish
- 1999 : The Scarlet Pimpernel (en) (série TV) : Marquis de St. Cyr
- 1999 : Coup de foudre à Notting Hill (Notting Hill) : Journalist
- 1999 : Captain Jack : Chandler
- 2000 : Pandemonium (Pandaemonium) : Andrew Crosse
- 2005 : Asylum : Inspector Easton
- 2005 : The Quatermass Experiment (TV) : Chemist
- 2005 : Oliver Twist de Roman Polanski : Workhouse Master
- 2016 : Les Confessions (Le confessioni) de Roberto Andò : ministre britannique
- 2016 : Rogue One: A Star Wars Story de Gareth Edwards: Général Hurst Romodi
- 2023 : Star Wars: The Bad Batch : Hurst Romodi (voix)